# Lebes gamikos

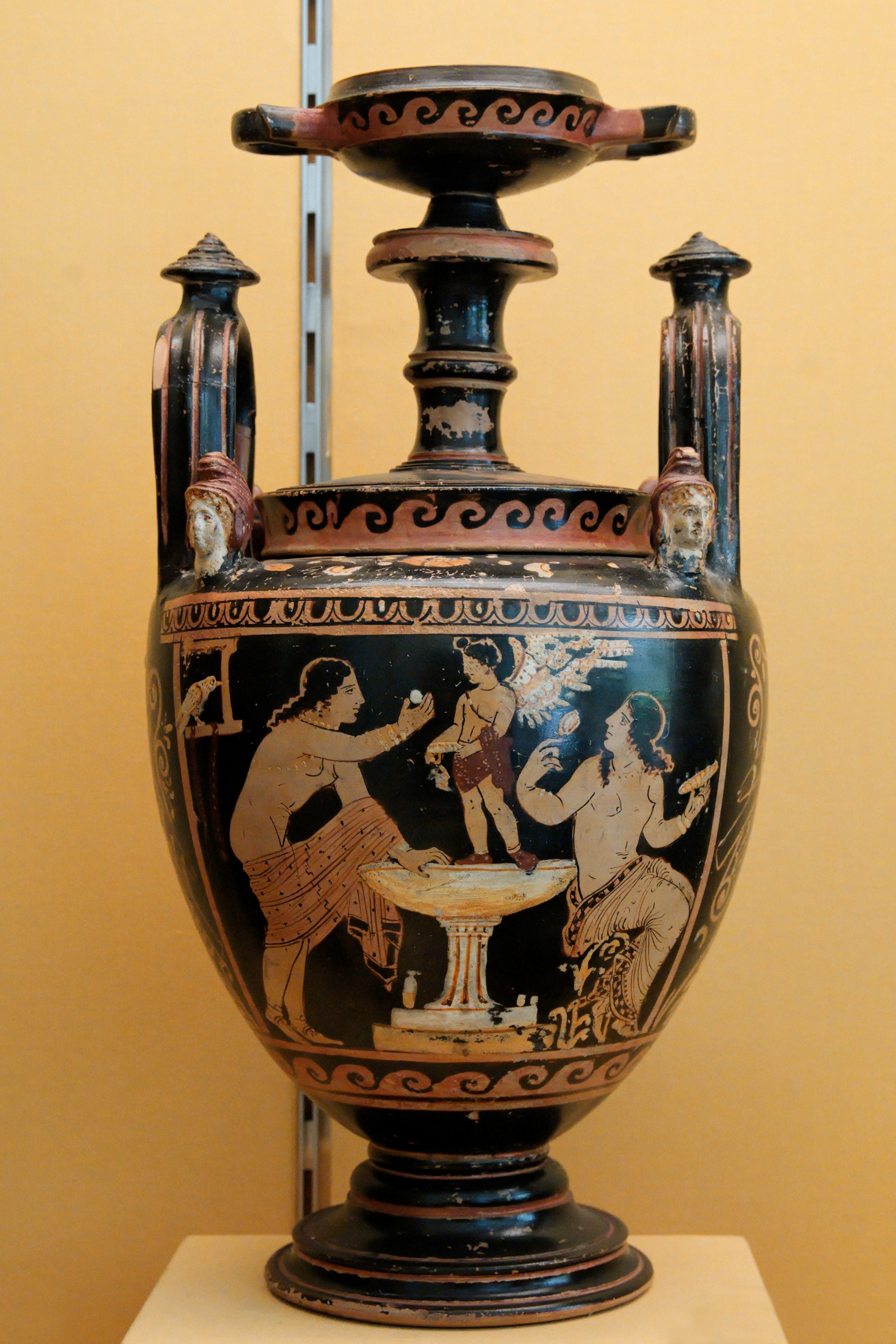
Lebes gamikos di Asteas, 340 a.C. ca., Museo Archeologico Nazionale di Spagna.

Il lèbes gamikòs, o "lebes nuziale", (plurale - lèbetes gamikòi) è una forma della ceramica greca antica usata nelle cerimonie nuziali (letteralmente, significa vaso da matrimonio). Veniva probabilmente usato per l'aspersione rituale della sposa prima del matrimonio.
Il corpo del vaso era costituito da una coppa profonda, simile ad un piccolo dinos, fortemente segnata all'altezza della spalla, collo distinto (ma non sempre presente) e orlo sporgente; poteva essere dotata di piede o reggersi su un alto piedistallo con il quale formava un oggetto unico. Due alte e diritte anse si impostavano sulla spalla e la coppa era chiusa da un coperchio sormontato da un'alta ed elaborata maniglia. È possibile che si sia sviluppato dal cratere a forma di kotyle (kotyle-krater o skyphos-krater), una tipologia di origine attica diffusa nella seconda metà del VII secolo a.C. La decorazione pittorica, tipicamente riferita a scene nuziali, derivate dalla mitologia o dalla vita quotidiana, rivestiva sia la coppa che il supporto.
Il lebes gamikos compare ad Atene nell'ultimo quarto del VI secolo a.C. dove rimane in produzione fino alla metà del IV secolo a.C.; in Italia continua ad essere prodotto fino alla fine del secolo. Uno dei più antichi esemplari conosciuti proviene da Smirne, è datato al 580-570 a.C. ed è dipinto da Sophilos (o dalla sua bottega), con la rappresentazione della processione per il matrimonio di Elena e Menelao.